# Psychoda gracicaulis
Psychoda gracicaulis är en tvåvingeart som beskrevs av Quate 1967. Psychoda gracicaulis ingår i släktet Psychoda och familjen fjärilsmyggor. Inga underarter finns listade i Catalogue of Life.